# Лучко доба
Лучко доба је временска разлика закашњења које настаје када се појава високе воде не поклапа са временом проласка Месеца кроз меридијан посматраног места, односно са његовом доњом кулминацијом већ настаје са извесним закашњењем.

### Настанак лучког доба
По статистичкој теорији, висока вода плиме у облику веома развученог плимског таласа обилази два пута дневно око Земље од истока ка западу. Висина тог таласа на океанској пучини требало би да буде око 90 цм. Посматрања извршена на океанским острвима, нпр. на Светој Јелени у Атлантику и на Гуаму у Пацифику потврђују закључке теорије: на поменутим острвима величина морских доба у време сизигија износи по 80 цм. Међутим, приближавајући се обалама, вода плимских таласа наилази на неравно дно неједанких дубина, на ртове и острва под обалом, те има веће трење у целини него на океанској пучини. Због тога долази до закашњења.

### Величина лучког доба
Величина лучког доба мења се и у једном истом месту, а просечна јој је вредност само у време сизигија. У осталим данима она је већа (нарочито за време другог и трећег октанта) или мања од просека. Да би се избегле све незгоде у вези са лучким добом, усвојена је његова вредност у времену када се при равнодневичким сизигијама Сунце и Месец налазе на просечним растојањима од Земље и немају никакву деклинацију, јер леже у равни небеског екватора.

### Значајно за поморце
Познавање лучког доба је веома значајно за поморце, јер бродови могу упловити у многа пристаништа само за време високе воде, ако закасне морају чекати још 12 часова и 25 минута до наиласка врха следећег плимског таласа. Време високе воде се добија ако часу Месечевог проласка кроз меридијан места (а он се одређује из посебних таблица - ефемериде) додају величина лучког доба и његова полумесечна неједнакост (тј. позитивно или негативно одступање лучког доба од просека; оно се креће у границама ± 1 час).

### Пример одређивањa времена појаве високе воде:
Претпоставимо да је средње време Месечевих кулминација у луци у 3 часа 30 мин. Лучко доба (просек) износи 4 часа 10 мин. Полумесечна неједнакост тог дана + 1 час 00мин. Тада се висока вода у луци појављује тачно у 8 час 40 мин. Користећи се подацима из »Таблице морских доба« и поморских карата и планова, капетан брода зна колику ће дубину воде имати у то време на путу до луке. Због тога поморци подешавају брзину брода тако да се пред луке са плитким улазом појаве у време највише воде. Ако закасне, морају чекати до наиласка врха следећег плимског таласа. За неке мање луке нису одређена лучка доба. Може се приближно одредити помоћу котидалних карата. На њима су означене котидалне линије или изорахије. Оне повезују све тачке са истовременом појавом високих вода у доба сизигија. На таквим картама се означава време појаве високих вода по средњем гриничком времену, тако да изорахија од 5 часова показује да у местима које она спаја, висока вода наступа 5 часова после Месечеве кулминације у Гриничу (у доба сизигија).